# Frictional Games
A Frictional Games é uma desenvolvedora de jogos eletrônicos independente localizada em Helsingborg, na Suécia. Seu núcleo de desenvolvimento é composto por uma pequena equipe liderada por Thomas Grip e Jens Nilsson. Certos papéis-chave presentes nos jogos, como música, são feitos por pessoal externo como MikkorTaram. As conversões para os sistemas operacionais Linux e Mac OS X são encarregadas por Edward Rudd.
A Frictional Games é especializada em jogos do gênero survival horror.

## História
Todos os títulos da Frictional empregam a engine HPL. O primeiro videogame lançado comercialmente foi o survival horror Penumbra: Overture em 2007. Ele é baseado no, uma demonstração curta destinada a demonstrar as capacidades da engine da empresa. Overture foi seguido por sua sequela Penumbra: Black Plague em 2008, que por sua vez foi seguido pela expansão Penumbra: Requiem lançada em 2008. Em 2010, a Frictional Games lançou seu quarto jogo, Amnesia: The Dark Descent, que introduziu a segunda versão da HPL Engine. Eles também atuaram como produtores executivos e editores em uma sequência indireta de The Dark Descent intitulada Amnesia: A Machine for Pigs, desenvolvida pela Chinese Room e lançado em 2013.
Em 2015, a Frictional Games lançou o jogo Soma, desenvolvido pela HPL Engine 3. Dois jogos novos estão atualmente em desenvolvimento. A empresa declarou que eles seriam algo mais experimental, pois não teriam que confiar em um único título para ganho financeiro.

## HPLEngine
O motor de jogo HPL Engine, nomeado com as siglas do nome H.P. Lovecraft, foi criado pela GripDesign como parte do desenvolvimento do jogo Energetica em 20 de dezembro de 2004 a 18 de abril de 2005. O motor HPL Engine 1 foi expandido até 2008, quando Penumbra: Requiem foi lançado, o caminho até o motor HPL Engine 2 já estava pavimentado, e foi utilizado no desenvolvimento dos jogos da série Amnesia. O motor HPL Engine 3 foi utilizado no jogo Soma. Em 12 de maio de 2010, a Frictional Games lançou o código aberto do motor HPL Engine 1, licenciado sob a terceira versão do GPL.

## Jogos desenvolvidos
| Ano  | Título                      | Desenvolvedora | Publicadora | Plataforma(s) | Plataforma(s) | Plataforma(s) | Plataforma(s) | Plataforma(s) | Plataforma(s) | Plataforma(s)   | Engine         |
| Ano  | Título                      | Desenvolvedora | Publicadora | Lin           | Mac           | Win           | PS4           | PS5           | Xbox One      | Xbox Series X/S | Engine         |
| ---- | --------------------------- | -------------- | ----------- | ------------- | ------------- | ------------- | ------------- | ------------- | ------------- | --------------- | -------------- |
| 2007 | Penumbra: Overture          | Sim            | Não         | Sim           | Sim           | Sim           | Não           | Não           | Não           | Não             | HPL Engine 1   |
| 2008 | Penumbra: Black Plague      | Sim            | Não         | Sim           | Sim           | Sim           | Não           | Não           | Não           | Não             | HPL Engine 1   |
| 2008 | Penumbra: Requiem           | Sim            | Não         | Sim           | Sim           | Sim           | Não           | Não           | Não           | Não             | HPL Engine 1   |
| 2010 | Amnesia: The Dark Descent   | Sim            | Sim         | Sim           | Sim           | Sim           | Sim           | Não           | Sim           | Não             | HPL Engine 2   |
| 2013 | Amnesia: A Machine for Pigs | Não            | Sim         | Sim           | Sim           | Sim           | Sim           | Não           | Sim           | Não             | HPL Engine 2   |
| 2015 | Soma                        | Sim            | Sim         | Sim           | Sim           | Sim           | Sim           | Não           | Sim           | Não             | HPL Engine 3   |
| 2016 | Amnesia Collection          | Não            | Não         | Não           | Não           | Não           | Sim           | Não           | Sim           | Não             | HPL Engine     |
| 2020 | Amnesia: Rebirth            | Sim            | Sim         | Sim           | Não           | Sim           | Sim           | Sim           | Sim           | Sim             | HPL Engine 3.5 |
| 2023 | Amnesia: The Bunker         | Sim            | Sim         | Não           | Não           | Sim           | Sim           | Sim           | Sim           | Sim             | HPL Engine 3   |
| TBA  | Secret 1                    | Sim            | TBA         | TBA           | TBA           | TBA           | TBA           | TBA           | TBA           | TBA             | TBA            |
| TBA  | Secret 2                    | Sim            | TBA         | TBA           | TBA           | TBA           | TBA           | TBA           | TBA           | TBA             | TBA            |